# 검은 장갑을 껴라
검은 장갑을 껴라는 한국에서 제작된 이상언 감독의 1971년 영화이다. 장동휘 등이 주연으로 출연하였고 김태수 등이 제작에 참여하였다.

## 출연

### 주연
- 장동휘
- 남정임